# Gavião-caranguejeiro-negro
Bútio-preto-pequeno ou gavião-caranguejeiro-negro (nome científico: Buteogallus anthracinus) é uma espécie de ave rapinante que pertence à família Accipitridae.

## Descrição
O gavião-caranguejeiro-negro adulto tem 43 a 53 cm de comprimento e pesa 930 g em média. Tem asas muito largas e é principalmente preto ou cinza escuro. A cauda curta é preta, com uma única faixa larga branca e uma ponta branca. O bico é preta e as pernas e a cera são amarelas.
Seu nome popular em língua inglesa é "Common black hawk".